# لیدیا گورلی
لیدیا گورلی (انگلیسی: Lydia Gurley؛ زادهٔ ۹ سپتامبر ۱۹۸۴) دوچرخه‌سوار اهل جمهوری ایرلند است.
وی در مسابقات کشوری و بین‌المللی در مجموع برندهٔ ۱ مدال نقره شده‌است.